# Parafia św. Floriana i św. Katarzyny w Gołębiu
Parafia Świętej Katarzyny i Świętego Floriana w Gołębiu – parafia rzymskokatolicka w Gołębiu, należąca do archidiecezji lubelskiej i Dekanatu Puławy. Została erygowana w 1325. Mieści się przy ulicy Folwarki. Parafię prowadzą księża diecezjalni.

## Historia
W latach 1170–1173 Kazimierz Sprawiedliwy zbudował dwa kościoły drewniane: jeden pod wezwaniem Św. Katarzyny Aleksandryjskiej i drugi pod wezwaniem Św. Floriana. W 1419 roku, po śmierci jednego z proboszczów obie parafie zostały połączone. 
Murowany kościół zbudowano w latach 1626-1636.  W latach 1628-1638 obok kościoła zbudowano domek loretański. 
Proboszczami w Gołębiu byli księża diecezjalni, potem franciszkanie, znów księża diecezjalni, w latach 1979–2006  księża sercanie, a potem ponownie księża diecezjalni